# Newbury (stacja kolejowa)
Newbury (ang. Newbury railway station) – stacja kolejowa w Newbury, w hrabstwie Berkshire, w Anglii, w Wielkiej Brytanii. Została otwarta w dniu 21 grudnia 1847 przez Great Western Railway. Stacja jest obsługiwana przez First Great Western, pociągami lokalnymi z Reading i Great Bedwyn oraz międzymiastowymi z London Paddington do West Country. 
Rocznie obsługuje ok. 998 456 pasażerów (dane za rok 2021/2022).